# Wiem, kto to zrobił
Wiem, kto to zrobił – polski dramat sensacyjny z 2008 roku w reżyserii Jana Matuszyńskiego. Okres zdjęciowy trwał od 1 kwietnia do 30 kwietnia 2008 roku. Plenery: Wrocław, Pionki.

## Obsada
- Lesław Żurek jako Bartosz Gać
- Roma Gąsiorowska jako Karolina Mołek
- Marek Kalita jako Waldemar Kos
- Henryk Talar jako Kazimierz Gać, ojciec Bartosza
- Grażyna Barszczewska jako Aneta Wirek, sąsiadka Gaciów
- Anna Samusionek jako Beata Rojek
- Magdalena Turczeniewicz jako Sylwia Wilk, córka Beaty

## Nagrody
- 2009 – Kacper Fertacz (Węgiel Student Film Festival) – nagroda za Najlepsze Zdjęcia
- 2009 – Węgiel Student Film Festival – nagroda Publiczności